# Katayoun Shahabi
Katayoun Shahabi — parfois orthographié Katayoon Shahabi — est une productrice et distributrice iranienne de cinéma. 

## Biographie
Née à Téhéran, Katayoun Shahabi étudie la littérature française avant de rejoindre, en 1984, la Fondation du cinéma Farabi (FCF). Elle lance dix ans plus tard Cima Media International, destiné à promouvoir des programmes audiovisuels et à coproduire divers documentaires ou longs-métrages de fiction, tels que Danse dans la poussière d'Abolfazl Jalili. Elle crée en 2001 sa propre société, Sheherazad Media International (SMI), qui devient la plus importante société privée de distribution de films iraniens à l’international. Shahabi distribue ainsi les films de Rakhshan Bani-Etemad, Asghar Farhadi, Mohammad Rasoulof, Mania Akbari ou encore Saman Salour. 
Elle est arrêtée en septembre 2011 à Téhéran et emprisonnée à la prison d'Évin, ainsi que plusieurs autres documentaristes iraniens, accusés d’avoir distribué à la BBC des images « visant à donner une image négative de l’Iran ». Elle est libérée en novembre de la même année. 
Elle lance en 2012 la société de distribution Noori Pictures, basée à Paris, en complément de  Sheherazad Media International (SMI). Tales de Rakhshan Bani-Etemad (Prix du meilleur scénario au festival de Venise 2014), Wednesday, May 9 de Vahid Jalilvand (Prix FIPRESCI au festival de Venise 2015), et Nahid d’Ida Panahandeh (Prix de l'Avenir, section Un certain regard du festival de Cannes 2015) figurent parmi les films distribués par cette société. 

## Festivals
Shahabi a fait partie de plusieurs jury de festivals internationaux: 
- membre du jury de la section NETPAC du Festival international du film de Rotterdam 2011
- présidente du jury de la section New Director du Festival international du film de San Sebastian 2012
- membre du jury du Festival de Cannes 2016, dirigé par l'australien George Miller[5]
- membre du jury du Festival international du film d'Istanbul 2017, présidé par le turc Reha Erdem